# 次元书馆
次元书馆，是中国大陆图书发行公司北京红阅科技有限公司旗下致力于传播ACGN文化的文化品牌，
已引进出版了诸多暴雪娛樂、育碧、孩之宝等官方指定的中文版小说、漫画、设定集。

## 出版品

### 轻小说
- OVERLORD（丸山黄金著，so-bin绘）
- 横滨车站SF（柞刈汤叶著，田中达之绘）
- 无限系统树（海道左近著，Taiki绘）
- 魔王学院的不适任者（秋著，靜間良紀绘）
- 剑之彼方（涩谷瑞也著，伊藤宗一绘）

- 弱势角色友崎同学（屋久悠树著，Fly绘）[2]

### 漫画
- 地狱男爵（迈克•米格诺拉）
- 间谍过家家（远藤达哉）
- 葬送的芙莉莲（原作：山田鐘人，作画：阿部司）[3]
- 疯狂山脉（原作：洛夫克拉夫特，作画：田边刚）
- 魔犬（原作：洛夫克拉夫特，作画：田边刚）
- 夜魔（原作：洛夫克拉夫特，作画：田边刚）
- 南瓜与我的野放生活（五十岚大介）
- 克蘇魯的呼喚（原作：洛夫克拉夫特，作画：田边刚）
- 星之彩（原作：洛夫克拉夫特，作画：田边刚）
- 蜂蜜与四叶草（羽海野千花）

- 3月的狮子（羽海野千花）[4]
- 能幹貓今天也憂鬱（山田羊）[5]
- 金牌得主（鹤舞墨鱼太）[6]
- 女神异闻录5（原作：ATLUS，作画：村崎久都）

##### 出版预定
- 愚者之夜（安田佳澄）[7]
- 超越时间之影（原作：洛夫克拉夫特，作画：田边刚）
- 印斯茅斯之影（原作：洛夫克拉夫特，作画：田边刚）
- 水星领航员（完全版）（天野梢）
- 睡觉的笨蛋（石黑正数）
- 响子和爸爸（石黑正数）
- 博人传-火影次世代- （原作:岸本齐史 作画:池本干雄）[8]

### 画集
- 言叶之庭 美术画集（CoMix Wave Films工作室）
- 出水珀斯卡插画集 POSTCARD PLANET（出水珀斯卡）

## 引用来源
1. ↑  . 2021-07-09  [2021-07-09]. （原始内容存档于2021-07-09）.
2. ↑  次元书馆. . 2020-12-08.
3. ↑  次元书馆. . 2021-05-14  [2021-05-14].
4. ↑  次元书馆. . 2020-09-15.
5. ↑  . 2023-04-13. （原始内容存档于2023-04-13）.
6. ↑  . 2023-02-08. （原始内容存档于2023-02-08）.
7. ↑  . 微博. 次元书馆. 2022-06-24  [2022-06-24]. （原始内容存档于2022-06-27）.
8. ↑  . 微博. 次元书馆. 2024-11-22. （原始内容存档于2024-11-22）.

## 链接
- 次元书馆官方微博